# Taghaube
Taghaube är en bergstopp i Österrike. Den ligger i distriktet Zell am See och förbundslandet Salzburg, i den centrala delen av landet. Toppen på Taghaube är 2 159 meter över havet. Vägen upp till toppen bedöms av Deutscher Alpenverein som ganska svår och den är delvis säkrad med kedjor.
I omgivningarna runt Taghaube växer i huvudsak blandskog.